# 2. миленијум п. н. е.
2. миленијум п. н. е. је миленијум, односно период који је започео 1. јануара 2000. п. н. е., а завршио 31. децембра 1001. п. н. е.